# Balcanización de Internet
La balcanización de Internet o ciberbalcanización, a veces llamada por su nombre en inglés splinternet, es una caracterización de Internet fragmentada y dividida debido a varios factores, como la tecnología, el comercio, la política, el nacionalismo, la religión y los intereses nacionales divergentes.
Países como China han erigido lo que se denomina un "Gran Cortafuegos", por razones políticas, mientras que otras naciones, como Estados Unidos y Australia, discuten planes para crear un cortafuegos similar para bloquear la pornografía infantil o las instrucciones para la fabricación de armas. 
Clyde Wayne Crews, investigador del Cato Institute, utilizó el término splinternet por primera vez en 2001 para describir su concepto de "Internet paralela que funcionaría como universos distintos, privados y autónomos".  Crews utilizó el término en un sentido positivo, pero escritores más recientes, como Scott Malcomson, miembro del programa de Seguridad Internacional New America, usan el término de manera peyorativa para describir una creciente amenaza al estatus de Internet como una red de redes que abarca todo el mundo. A partir del 1 de noviembre de 2019, Rusia ha promulgado la Ley de Internet Independiente y podría decirse que ha comenzado la balcanización legal de Internet.

## Tecnología
El periodista y autor Doc Searls utiliza el término splinternet para describir la "distancia cada vez mayor entre los ideales de Internet y las realidades de los nacionalismos disfuncionales ...", que contribuyen a los diversos, y a veces incompatibles estándares que a menudo dificultan la motores de búsqueda para utilizar los datos. Señala que "todo funciona porque la Web está estandarizada. Google funciona porque la Web está estandarizada". Sin embargo, a medida que los nuevos dispositivos incorporan sus propias redes, formatos y tecnología publicitaria, muchos pueden "ocultar contenido de los motores de búsqueda".

## Política y nacionalismo
Una encuesta realizada en 2007 por varias universidades importantes, incluida Harvard, encontró que Irán, China y Arabia Saudita filtran una amplia gama de temas y también bloquean una gran cantidad de contenido relacionado con esos temas. Corea del Sur filtra y censura las agencias de noticias pertenecientes a Corea del Norte. El estudió concluyó que numerosos países se dedicaron a "filtraciones sustanciales por motivos políticos", incluidos Birmania, China, Irán, Siria, Túnez y Vietnam. Arabia Saudita, Irán, Túnez y Yemen realizan un filtrado sustancial de contenido social, y Birmania, China, Irán, Pakistán y Corea del Sur tienen el filtrado de seguridad nacional más amplio, dirigido a los sitios web relacionados con disputas fronterizas, separatistas y extremistas.

## Seguridad y espionaje
En mayo de 2013, el ex empleado de la CIA y la NSA de los Estados Unidos, Edward Snowden, proporcionó a The Guardian documentos que revelaban la existencia de sistemas de espionaje de gran alcance instalados por la NSA en cruces críticos donde se agrega el tráfico de Internet. A medida que varios gobiernos del mundo han aprendido hasta qué punto sus propias comunicaciones se han visto comprometidas, se ha expresado la preocupación de que estos gobiernos erigirán redes soberanas para aislar su tráfico de los programas de espionaje de la NSA.

## Religión
El acceso a Internet también se ha bloqueado por motivos religiosos. En 2007, y nuevamente en mayo de 2010, Pakistán habría bloqueado Facebook, YouTube, Google y Wikipedia para contener lo que describió como material "blasfemo" y "no islámico".